# الدروب (عمران)
الدروب هي إحدى قرى الجمهورية اليمنية. وهي تتبع جغرافيًا لمحافظة عمران. وإداريًا لمديرية خارف. يبلغ تعداد سكانها 1325 نسمة حسب الإحصاء الذي جرى عام 2004.